# Jean de Bertrand
Jean de Bertrand (* im 14. Jahrhundert; † 24. September 1432) war von 1408 bis 1418 Bischof  von Genf und von 1418 bis 1432 Erzbischof von Tarentaise.

## Leben
Jean de Bertrand stammt aus der Tarentaise. Er war der Sohn von Pierre, Herr von La Pérouse und Chamousset und der Antoinette Séchal, einer Schwester von Aymon Séchal. Ein Studium des Zivilrechts in Montpellier und Orléans schloss er mit der Promotion ab. Ab 1378 war Jean Domherr in Sitten, von 1394 bis 1405 Dekan der Valeria, 1402 Generalvikar und Offizial des Erzbistums Tarentaise. Im Jahre 1405 war er Domherr in Chartres und Genf. 1405 und 1408 war er Offizial in Genf, wurde 1408 Generalvikar und ab dem 14. Dezember 1408 Bischof von Genf. Er nahm 1417 am Konzil von Konstanz teil und war Mitglied des Konklaves, das Papst Martin V. wählte. Von 1418 bis zu seinem Tode, 1432, war Jean de Bertrand Erzbischof von Tarentaise.